# Сюга-Каксі
Сюга́-Каксі́ (рос. Сюга-Каксі) — присілок в Можгинському районі Удмуртії, Росія.
Урбаноніми:
- вулиці — Польова
- провулки — Польовий

## Населення
Населення — 1 особа (2010; 4 в 2002).
Національний склад станом на 2002 рік:
- росіяни — 50 %

## Відомі люди
В селі народився Астраханцев Павло Олексійович — повний кавалер ордена Слави.